# 纳斯蒂娅·戈韦伊舍克
纳斯蒂娅·戈韦伊舍克（1997年7月15日—）生于采列，是一名斯洛文尼亚女子游泳运动员，主攻自由泳和蝶泳。她曾在2012年入选伦敦奥运斯洛文尼亚队名单，当时她是代表团内年龄最小的运动员。两年后，她出战南京青奥，获得女子50公尺蝶泳铜牌。后来她进入路易斯維爾大學就读，并在大学期间代表该校校队参加美国校际比赛。